# Olivier Theyskens
Olivier Theyskens (* 4. Januar 1977 in Brüssel) ist ein belgischer Modedesigner.

## Leben
Theyskens erzählt von sich, er wollte schon als Siebenjähriger Modeschöpfer werden und begann mit 18 Jahren an der École nationale supérieure des arts visuels in Brüssel ein Studium. Seine Studien gab er allerdings nach zwei Jahren auf und lancierte stattdessen 1997 seine eigene Modemarke in Paris. Die ersten Entwürfe, die aus den gesammelten Leintüchern seiner Großmutter geschneidert worden waren und Einflüsse aus der Gothic-Szene aufgriffen, wollte er nicht verkaufen. Allerdings war die Sängerin Madonna auf Theyskens aufmerksam geworden und trug anlässlich der Oscar-Verleihung im März 1998 ein dunkles Abendkleid aus seiner Kollektion sowie im Oktober des gleichen Jahres ein kanariengelbes Ballkleid zu den VH1 Fashion Awards, was Theyskens immense Publicity bescherte.
Bis 2001 kreierte Theyskens, der an der kommerziellen Seite des Modegeschäfts wenig interessiert war, Kollektionen unter seinem eigenen Namen und zeigte sie bei den Pariser Modewochen. Danach verlor er – auch im Zuge der Wirtschaftsflaute nach 9/11 – die finanzielle Unterstützung eines französischen Investors und musste sein Unternehmen Anfang 2002 schließen. Für eine kurze Zeit schuf er Theaterkostüme für das Brüsseler Opernhaus.
Als Chefdesigner war Theyskens von 2002 bis 2006 für die Damenmode von Rochas in Paris tätig, nachdem man bei Rochas einen Designer gesucht hatte, der die Kollektionen verjüngen würde. Für seine Arbeit bei Rochas wurde er 2006 vom Council of Fashion Designers of America (CFDA) mit dem International Award geehrt. Die von der Fachwelt hoch gelobten Entwürfe waren allerdings kommerziell, unter anderem bedingt durch bisweilen extrem hohe Verkaufspreise aufgrund von Haute-Couture-ähnlichen Verarbeitungen, nicht sonderlich erfolgreich. Deshalb beendete der Eigentümer von Rochas, Procter & Gamble, 2006 die Zusammenarbeit mit Theyskens und schloss die Modesparte von Rochas.
Noch im November 2006 wechselte Theyskens zum französischen Modeunternehmen Nina Ricci, wo er bis 2009 als Chefdesigner tätig war. Auch hier lobte die Presse seine Entwürfe; eine deutliche Steigerung der Umsatzzahlen blieb allerdings aus. Im März 2009 wurde Theyskens vom Eigentümer von Nina Ricci, dem spanischen Parfüm- und Modekonzern Puig, vorzeitig entlassen. Kritiker warfen Theyskens vor, dass er sich zu sehr auf hochwertige und damit hochpreisige Details in seiner Mode versteifte und wenig Interesse an kommerziell ertragreichen Elementen wie Accessoires hatte.
2010 lud der CEO des US-amerikanisch-japanischen Modeunternehmens Theory Theyskens zu einer Kooperations-Kollektion für Damen namens Theyskens's Theory ein. Die Kollektion stellte sich als so erfolgreich heraus, dass Theyskens von Theory noch im November 2011 als Künstlerischer Direktor für die gesamten Damen- und Herrekollektionen von Theory sowie als Chefdesigner der Theyskens's Theory Damen-Linie angestellt wurde. Im Juni 2014 gab Theyskens seine Anstellung bei Theory auf.
2011 nahm der CFDA Theyskens in die Reihen seiner Mitglieder auf.
Ende 2014 begann Theyskens mit dem Wiederaufbau seiner eigenen Modefirma. Im September 2016 präsentierte er bei der Paris Fashion Week seine erste Damenkollektion seit 2001 unter seinem eigenen Namen.

## Preise und Auszeichnungen (Auswahl)
- 2006: International Award des Council of Fashion Designers of America